# Wolfgang Nellen
Wolfgang Nellen (* 1949 in Velbert) ist ein deutscher Biologe und Professor a. D. für Genetik am Institut für Biologie der Universität Kassel.

## Forschung und Lehre
Wolfgang Nellen schloss 1975 sein Studium als Diplombiologe an der Universität Düsseldorf ab, wo er sich 1980 mit einer Dissertation über die Spermatogenese der Fruchtfliegenart Drosophila hydei zum Dr. rer. nat. promovierte. Ab 1979 arbeitete er als Postdoc am Institut für Physiologische Chemie I der Universität Marburg in der Gruppe von Dieter Gallwitz und forschte an Aktingenen und mRNA-Splicing in Hefen. 1982 hatte er ein Stipendium der DFG für die Gruppe des Biologen Rick Firtel an der University of California, San Diego, ab 1984 als Forschungsassistent. Die Gruppe beschäftigte sich mit Transformationssystemen in der Schleimpilzgattung Dictyostelium wie Antisense-Genregulation, Entwicklungsregulation der Transkription. Am Max-Planck-Institut für Biochemie in Martinsried übernahm Nellen 1986 die Gruppenleitung der Abteilung für Zellbiologie, wo er seine wissenschaftlichen Arbeiten an Dictyostelium fortsetzte und sich mit deren Signalübertragung und Antisense-Regulation befasste. Er habilitierte 1989 an der Fakultät für Biologie der Universität München. 1989 und 1994 war er jeweils für einen Monat Gastdozent an der Yarmuk-Universität in Irbid, Jordanien, und der Universität Hokkaidō in Sapporo, Japan. Er erhielt 1995 den Ruf auf eine C4-Professor in der Abteilung für Genetik an der Universität Kassel. Von 2001 bis 2002 war er Dekan an der Fakultät für Biologie und von 2003 bis 2004 Geschäftsführer des Institutes für Biologie der Universität Kassel. Im Sommer 2014 ging er in den Ruhestand.
Nellen initiierte 1996 Science Bridge, ein  mobiles Schüler- und Öffentlichkeitslabor an der Universität Kassel. 2011 wurde er zum Präsidenten des Verbandes Biologie, Biowissenschaften und Biomedizin in Deutschland (VBIO) gewählt. Er beteiligte sich am March for Science 2017 in Kassel. Auch im Ruhestand nimmt er noch an Diskussionen zum Thema Gentechnik teil. Der VBIO verlieh ihm 2025 seine Treviranus-Medaille.

## Publikationen (Auswahl)
- Die RNA prämeiotischer Zellen und ihre Beziehung zu postmeiotischen Störungen der Spermatogenese in Y-defizienten Männchen von Drosophila hydei, 1979 (Dissertation)[7]
- Epigenetics: the annual meeting of the German Genetics Society 2003 at the University of Kassel; Kassel, Sept. 26th to 29th, 2003 / Gesellschaft für Genetik; University of Kassel
- Small RNAs: analysis and regulatory functions, Springer-Verlag, 2006, ISBN 978-3-540-28129-0